# Hover Kirke (Vejle Kommune)
 For alternative betydninger, se Hover Kirke. (Se også artikler, som begynder med Hover Kirke)
Hover Kirke er en ensomt beliggende middelalderlig bygning to kilometer nord for Vejlebydelen Uhrhøj.
Kirkens inventar er udført af billedkunstneren Mogens Jørgensen.

## Billeder
- Klokkestabel
- interiør
- Alter
- døbefont
- Landsdommer Nicolaus Nissens våben fra 1684 på prædikestolen

## Eksterne kilder og henvisninger
- Hover Kirke Arkiveret 31. januar 2011 hos  Wayback Machine hos nordenskirker.dk
- Hover Kirke i Den Store Danske på Lex.dk
- Hover Kirke på danmarkskirker.natmus.dk (Danmarks Kirker, Nationalmuseet)
- Hover Kirke hos KortTilKirken.dk

- Wikimedia Commons har flere filer relateret til Hover Kirke (Vejle Kommune)